# Харлан, Иван Фёдорович
Иван Фёдорович Харлан (18 января 1921, Яблуновка, Прилукский район — 13 февраля 2003, Херсон) — заместитель командира авиационной эскадрильи 103-го штурмового авиационного полка 230-й штурмовой авиационной дивизии 4-й воздушной армии 2-го Белорусского фронта, старший лейтенант. Герой Советского Союза.

## Биография
Родился 18 января 1921 года в селе Яблуновка ныне Прилукского района Черниговской области. Украинец. Член ВКП(б) с 1941 года. Окончил семь классов средней школы. Работал электрослесарем в Краматорске.
В 1939 году призван в ряды Красной армии. В 1942 году окончил Ворошиловградскую военную авиационную школу пилотов. В боях Великой Отечественной войны с августа 1942 года. Воевал на Северо-Кавказском, Южном и 2-м Белорусском фронтах.
В районе станции Киевская в Краснодарском крае обнаружилось скопление техники и живой силы противника, прикрытое большим количеством зенитной артиллерии. Наши самолёты нанесли удар. Над целью был подбит самолёт ведущего группы. Командовать стал И. Ф. Харлан. Несмотря на сильное противодействие зенитной артиллерии, группа сделала несколько заходов и нанесла фашистам большой урон. Это помогло наземным войскам успешно продвинуться вперёд и освободить несколько населённых пунктов.
Командуя пятью «ИЛами», И. Ф. Харлан дважды штурмовал противника в районе села Горно-Веселая и тем помог стрелковым частям прорвать оборону противников и развить наступление.
Во время боёв на Крымском полуострове И. Ф. Харлан, возглавив четвёрку штурмовиков, нанёс сокрушительный удар по вражеской артиллерии. Цель была прикрыта зенитками, однако И. Ф. Харлан и его лётчики, правильно построив боевой порядок самолётов в воздухе, сумели прорваться через заградительный огонь и двумя заходами полностью парализовали огонь противника.
Такой же удар нанесла четвёрка штурмовиков под командованием И. Ф. Харлана по артиллерии врага в районе Могилёва. Под обстрелом зенитной артиллерии группа дважды зашла на цель и заставила замолчать пушки противника. Благодаря этому удару «летающих танков» наземные войска быстро форсировали Днепр и освободили Могилёв.
При подходе к цели в районе Олексина штурмовики во главе с И. Ф. Харланом попали под сильный огонь зениток. Маневрируя, группа сделала три захода на цель и уничтожила все огневые средства противника. Гитлеровская пехота быстро сдала свои позиции.
Через несколько дней та же группа выполняла боевое задание по штурмовке огневых средств и пехоты врага в районе польских сёл Усник и Дембово. Пикированием с высоты четыреста метров были точно сброшены бомбы. Артиллерия противника была выведена из строя полностью, и наши наземные части отбили у противников несколько важных позиций.
К октябрю 1944 года заместитель командира авиационной эскадрильи 103-го штурмового авиационного полка старший лейтенант И. Ф. Харлан совершил 110 боевых вылетов на бомбардировку и штурмовку опорных пунктов и войск противника.
Указом Президиума Верховного Совета СССР от 23 февраля 1945 года за образцовое выполнение боевых заданий командования по уничтожению живой силы и техники противника и проявленные при этом мужество и героизм старшему лейтенанту Харлану Ивану Фёдоровичу присвоено звание Героя Советского Союза с вручением ордена Ленина и медали «Золотая Звезда».
После окончания Великой Отечественной войны продолжал службу в Военно-воздушных силах СССР. В 1955 году окончил курсы усовершенствования офицерского состава. С 1959 года подполковник И. Ф. Харлан — в запасе. Работал мастером на опытно-механическом заводе. Жил в городе Херсон. Умер 13 февраля 2003 года. Похоронен в Херсоне.
Награждён орденом Ленина, двумя орденами Красного Знамени, орденом Отечественной войны 1-й и 2-й степеней, двумя орденами Красной Звезды, медалями.